# 1430
Cette page concerne l'année 1430  du calendrier julien. Pour l'année 1430 av. J.-C., voir 1430 av. J.-C.
L'année 1430 est une année commune qui commence un dimanche.

## Événements
- Prise et destruction par les Aztèques de la capitale des Tépanèques, Azcapotzalco[1].
- Le Chaybanide Abu-l-Khayr conquiert le Khwarezm et met à sac sa capitale Urgench[2].

### Europe

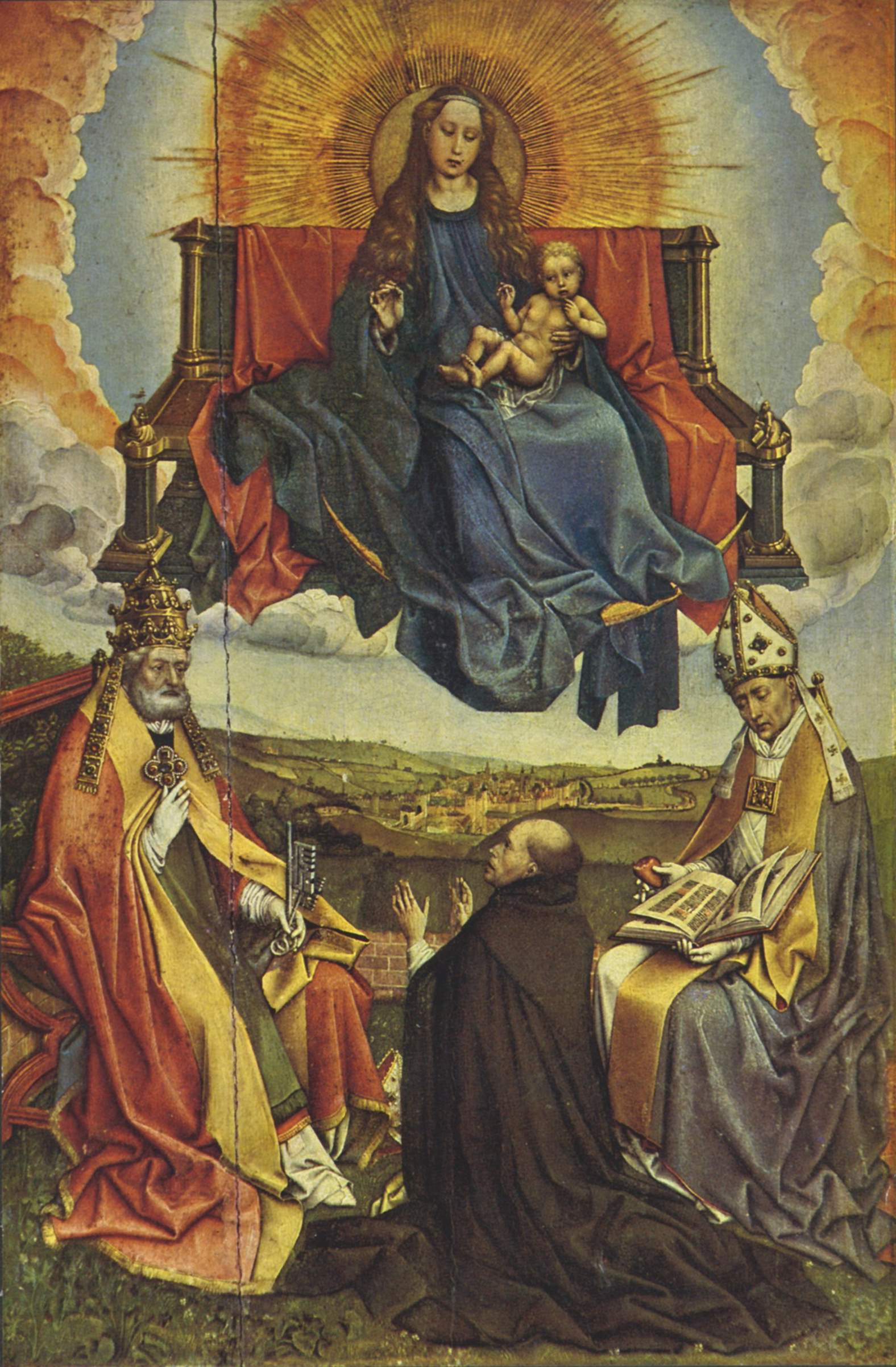
Vierge de la gloire, de Robert Campin

- 1er janvier : fin de la guerre de la hottée de pommes en Lorraine[3].
- 10 janvier : le duc de Bourgogne Philippe le Bon crée l’ordre de la Toison d'or à l'occasion de son mariage en troisièmes noces avec Isabelle de Portugal[4].
- 26 janvier : Arnold de Gueldre épouse Catherine de Clèves.
- 21 février : Raoul de Gaucourt devient le nouveau gouverneur du Dauphiné[5]. Le 20 mai, il réunit les États du Dauphiné à la Côte-Saint-André, pour faire obtenir un subside pour poursuivre la guerre contre Louis de Chalon[6].
- 24 mars : sans prendre conseil du roi, Jeanne d'Arc quitte Sully-sur-Loire et part se battre contre les Anglais[7].
- 29 mars : Murat II prend Salonique à Venise[8]. La ville, qui comptait 40 000 habitants en 1423 ne compte plus que 7 000 habitants.
- 20 mai : à l’expiration de la trêve (16 avril[9]), Philippe le Bon met le siège devant Compiègne[10].

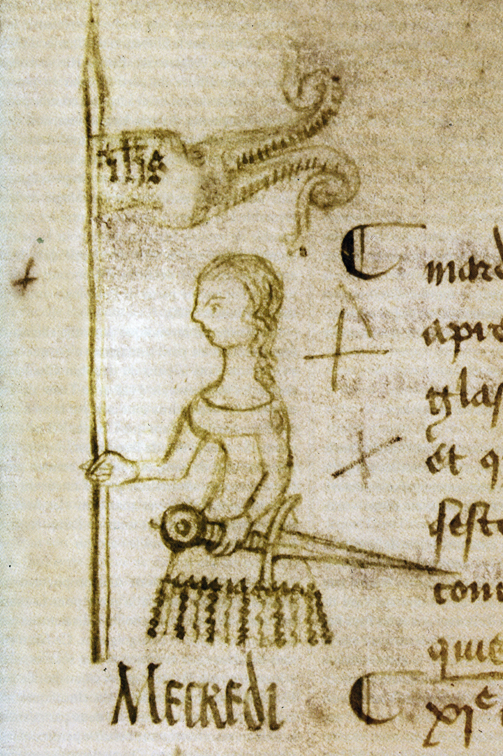
Jeanne d'Arc sur le protocole du Parlement de Paris, 1429.

- 23 mai : Jeanne est capturée devant Compiègne par les Bourguignons[7]. L’Université de Paris réclame son jugement, puis elle est vendue aux Anglais par Jean de Luxembourg contre 10 000 écus d’or (21 novembre) et amenée à Rouen le 28 décembre.
- 27 mai : l'armée delphinale enlève la forteresse d'Auberive[11].
- 7 juin : l'armée delphinale pénètre en Velin, où elle établit son camp sous les murs du château de Pusignan[11].
- 11 juin : Embuscade d'Anthon. Défaite des troupes orangistes de Louis de Chalon devant l'armée du gouverneur du Dauphiné Raoul de Gaucourt[12].
- 4 août : mort de Philippe de Saint-Pol. Philippe le Bon devient duc de Brabant, de Lothier et de Limbourg[13].
- 15 août : le tyran de Lucques Paolo Guinigi est déposé par l'intervention de Milan, après que François Sforza a levé le siège fait par les Florentins au printemps[14].
- 4 septembre : traité de paix entre la république de Venise et l'Empire ottoman. Venise obtient le droit de commercer dans l'empire, mais doit payer de nouveaux tributs annuels sur ses possessions en Albanie et à Naupacte[8].
- 9 octobre : Murat II prend Janina[15].
- 27 octobre : mort de Vitold de Lituanie[16].
  - Début du règne de Švitrigaila, grand-duc de Lituanie (fin en 1432).
  - Reprise de la lutte entre les Polonais et l'Ordre Teutonique[17]. Les nobles polonais, menés par Zbigniew Oleśnicki imposent leur autorité à Ladislas Jagellon.
  - La mort de Vitold de Lituanie provoque un conflit entre Vassili II de Russie et Georges de Galitch, qui revendique à la Horde d'or le titre de grand-prince de Moscou au nom de l’ancien droit d’aînesse, tel qu’il était défini à Kiev[18].
- 28 octobre : levée du siège de Compiègne[19]
- 2 décembre[20] : les Florentins, qui avaient voulu détourner le fleuve sur les murailles de Lucques, sont défaits par Piccinino, général des Milanais, sur les bords du Serchio.